# Zenaspis
Zenaspis es un género extinto de peces sin mandíbula prehistóricos de la familia Zenaspididae, del orden Zenaspidida. Este género marino fue descrito científicamente por Ray Lankester en 1869.

## Especies
Clasificación del género Zenaspis:
- † Zenaspis Lankester 1869
  - † Zenaspis salweyi (Egerton, 1857)
  - † Zenaspis powriei
  - † Zenaspis pagei
  - † Zenaspis metopias (Wängsjö, 1952)
  - † Zenaspis podolica (Balabai, 1962)
  - † Zenaspis dzieduszyckii (Voichyshyn, 2006)
  - † Zenaspis kasymyri (Voichyshyn, 2011)